# Trichobius vampyropis
Trichobius vampyropis är en tvåvingeart som beskrevs av Wenzel 1966. Trichobius vampyropis ingår i släktet Trichobius och familjen lusflugor. Inga underarter finns listade i Catalogue of Life.